# Халкидически полуостров
Халкидическият полуостров или Халкидонски полуостров, Халкидики или Халкидика (на гръцки: Χαλκιδική, Халкидикѝ) е полуостров в Егейска Македония, Северна Гърция, между заливите Солунски на запад и Орфански на изток, като се вдава на 105 km навътре в Егейско море. Традиционното българско название е Халкидика. Халкидики на гръцки език е прилагателно в женски род, т. е. Халкидически, като част от словосъчетанието Халкидики херсонисос, т.е. Халкидически полуостров. На юг образува 3 разклонения – Касандра (Палене) на югозапад, Ситония (Лонгос) в средата и Атон (Света гора, Акте – в Античността) на североизток. На север дълга 48 km и дълбока тектонска падина го отделя от континента. В падината се разположени големите езера Корония и Волви. Релефът на полуострова е предимно планински. В северната му част се намират планините Хортач (1201 m), Пиявица и Холомонда (1164 m). На полуостров Атон се издига най-високата точка на Халкидическия полуостров – връх Атон (2030 m), полуостров Ситония е висок 808 m, а полуостров Касандра – 341 m. В западната му част се простира дълга и тясна (до 15 km) крайбрежна равнина, която продължава и на полуостров Касандра. Централните и източните му части и голяма част от трите му разклонения са покрити със средиземноморски храсти и планински гори. Крайбрежието му (с изключение на полуостров Атон) е осеяно с множество малки курортни селища. В крайната му северозападна част е разположен град Солун, а в центъра му – Полигирос, административен център на областна единица Халкидики.
Находки в пещерата Петралона свидетелстват за живот на полуострова още отпреди 700 000 години. Според древногръцката митология тук е погребан гигантът Енкелад. Името Атон идва от скалата, която той хвърля по олимпийските богове. През IX век на Атон са основани първите манастирски общности.
В административно отношение по-голямата част от полуострова се заема от областна единица Халкидики, северната му част принадлежи към областна единица Солун, а югоизточният му ръкав Света гора е най-старата монашеска република.